# François Mitterrand
François Maurice Adrien Marie Mitterrand (uitspraakⓘ; Jarnac, 26 oktober 1916 — Parijs, 8 januari 1996) was een Frans politicus van de socialistische partij (Parti socialiste). Hij werd in 1981 en 1988 tot president van de Franse Republiek gekozen en werd daarmee de vierde president van de Vijfde Republiek en de 21e president van Frankrijk.
Zijn ambtsperiode eindigde op 17 mei 1995. Een jaar later overleed hij op 79-jarige leeftijd aan prostaatkanker.

## Jeugd en Tweede Wereldoorlog
Mitterrand groeide op als het vijfde van in totaal acht kinderen. Zijn vader, Joseph Gilbert Félix, werkte tot 1919 bij de Franse spoorwegen; zijn laatste post was die stationschef van Angoulême. Daarna nam hij de familiezaak over en werd azijnfabrikant in Jarnac. Zijn moeder was Marie Gabrielle Yvonne Lorrain, een verre nicht van paus Johannes XXIII en erg gelovig. In het gezin was veel aandacht voor cultuur. Mitterrand bezocht de kloosterschool "Collège Saint Paul" te Angoulême en haalde daar zijn middelbareschooldiploma (baccalauréat) in 1934. Vervolgens studeerde hij tot 1937 in Parijs aan de École Libre des Sciences Politiques.
Mitterrand was gedurende één jaar lid van de Volontaires nationaux (nationale vrijwilligers), een organisatie die gelieerd was aan de ultrarechtse liga Croix de Feu van François de la Rocque. Deze liga had net deelgenomen aan de rellen op 6 februari 1934 die tot de val van het tweede Cartel des Gauches (Linkse Coalitie) leidden. In tegenstelling tot wat wel beweerd wordt, is Mitterrand nooit lid geworden van de Parti Social Français (PSF) die – als opvolger van de Croix de Feu – beschouwd kan worden als de eerste Franse massabeweging van de politieke rechtervleugel. Hij schreef echter wel nieuwsartikelen in de dicht tegen de PSF staande krant L'Echo de Paris. Hij nam deel aan rechtse demonstraties, zoals de demonstraties tegen de métèque invasion (de immigratie van buitenlanders uit het Middellandse Zeegebied). Mitterrand had verder enig persoonlijk contact met leden van de Cagoule, een ultrarechtse terroristische groepering in de jaren dertig.
Toen zijn betrokkenheid bij de nationalistische beweging in de jaren negentig bekend werd, weet Mitterrand die aan de invloed van zijn ouderlijk huis en het milieu waarin hij was opgegroeid.
Van 1937 tot 1939 vervulde Mitterrand vervolgens zijn militaire dienstplicht bij de koloniale troepen. Hij liet de nationaal-royalistische beweging van Action Française achter zich en werd in 1938 de beste vriend van Georges Dayan, een joodse socialist. Na afloop van zijn rechtenstudie, werd hij in september 1939 opgeroepen en als sergeant in de Maginotlinie ingekwartierd in de buurt van Montmédy. Hij verloofde zich in mei 1940 met Marie-Louise Terrasse (de toekomstige televisiepresentatrice Catherine Langeais), die hij op 28 januari 1938 voor het eerst had ontmoet. Zij zou de verloving op 15 januari 1942 verbreken.
Tijdens de Tweede Wereldoorlog werd Mitterrand op 14 mei 1940 door een granaatsplinter in zijn borst getroffen en raakte vervolgens in Duitse krijgsgevangenschap. Hij werd geïnterneerd in Stammlager IX A (tegenwoordig: Trutzhain) en in Stammlager IX C in Rudolstadt-Schaala. Daar werkte hij als dwangarbeider bij de aanleg van wegen en in de akkerbouw. Zijn politieke overtuigingen werden beïnvloed door de ontmoeting met de andere krijgsgevangen en hun verschillende sociale achtergronden.

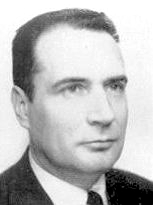
Mitterrand in 1959

Bij zijn zesde poging in 18 maanden, ontsnapte Mitterrand uit het Duitse krijgsgevangenschap waarna hij in december 1941 huiswaarts keerde naar het niet-bezette deel van Frankrijk – Vichy-Frankrijk. Hier werkte hij als middelbaar ambtenaar voor het Vichy-regime in de dienst die zich bezighield met de opvang van krijgsgevangenen. Voor zijn verdiensten ontving hij op 16 augustus 1943 de Orde van de Francisque.

(Toen Mitterrands Vichy-verleden in de jaren vijftig naar buiten kwam, ontkende hij in eerste instantie dat hij de Orde van de Francisque ontvangen had.)
In november 1942 werd het tot dan toe niet-bezette gedeelte van Frankrijk door de Duitsers bezet. In januari 1943 verliet Mitterrand Vichy, nadat hem ontslag uit de dienst was verleend. Toen de nederlaag van de Duitsers zich begon af te tekenen, begon Mitterrand met de oprichting van een verzetsgroep, die voornamelijk werd samengesteld uit ex-krijgsgevangenen, de Rassemblement national des prisonniers de guerre (RNPG). In november 1943 hield de Gestapo een razzia in een flat in Vichy. Zij hoopten daar de verzetsstrijder "François Morland" aan te treffen. ("Morland" was Mitterrands schuilnaam – afgeleid van de naam van het Parijse metrostation Sully - Morland.) Mitterrand was op dat moment echter in Parijs. Hij werd door vrienden gewaarschuwd en slaagde erin naar Londen te ontsnappen.
Van daaruit ging hij naar Algiers, waar hij Charles de Gaulle ontmoette, de leider van de Vrije Fransen. De beide mannen konden niet goed met elkaar overweg; Mitterrand weigerde zijn groep samen te voegen met andere verzetsbewegingen, als een ander daarover de leiding zou krijgen. Mitterrand keerde later terug naar Frankrijk en trouwde eind 1944 met Danielle Gouze. In Parijs werden de drie uit voormalige krijgsgevangenen bestaande verzetsbewegingen, (communisten, gaullisten en RNPG) uiteindelijk onder leiding van Mitterrand samengevoegd tot de Mouvement national des prisonniers de guerre et déportés (MNPGD).

Toen De Gaulle na de bevrijding Parijs binnenkwam, werd hij voorgesteld aan diverse mensen die deel zouden gaan uitmaken van de voorlopige regering. Onder hen bevond zich François Mitterrand, als secretaris-generaal van de krijgsgevangenen.

## Vroege carrière
Tussen 1946 en 1958 bekleedde Mitterrand tal van openbare functies in de Vierde Republiek. In 1953 werd hij gekozen tot Conseiller Général van het kanton Montsauche-les-Settons in het Morvangebergte; de raad, waarvan hij later voorzitter werd, zetelde in het departement Nièvre. Van 1954 tot 1955 volgde een episode als minister van Binnenlandse Zaken in het kabinet van Pierre Mendès France. In 1959 werd hij gekozen tot burgemeester van Château-Chinon in Nièvre. Van 1959 tot 1962 was hij tevens senator voor het departement Nièvre. In 1962 kwam hij terug in zijn oude functie als afgevaardigde van die streek, wat hij tot in 1981 bleef.

## Kandidaat-president
In 1965 streed Mitterrand als voornaamste linkse tegenkandidaat van generaal De Gaulle om het Franse presidentschap, maar hij verloor in de tweede ronde. De Gaulle bleef dus aan de macht en Mitterrand verdween tijdelijk van het landelijke politieke toneel. In 1969 steunde hij na het aftreden van De Gaulle de kandidatuur van centrumpoliticus Alain Poher, die overigens verloor van de gaullist Georges Pompidou. In 1971 kwam hij echter terug als secretaris van de door hem opgerichte Parti Socialiste, een fusie van de SFIO met zijn eigen Radicalen en wat kleinere groeperingen. Tijdens het Congres van Épinay, wist hij de meerderheid van de partij achter zich te krijgen.
Na het overlijden van Pompidou (2 april 1974) deed Mitterrand in 1974 opnieuw een gooi naar het presidentschap. Deze keer nam hij het als voornaamste linkse kandidaat op basis van een 'programme commun' met de communisten op tegen de liberaal Valéry Giscard d'Estaing; hij verloor wederom in de tweede ronde, nu met een minimaal verschil.

## Presidentschap

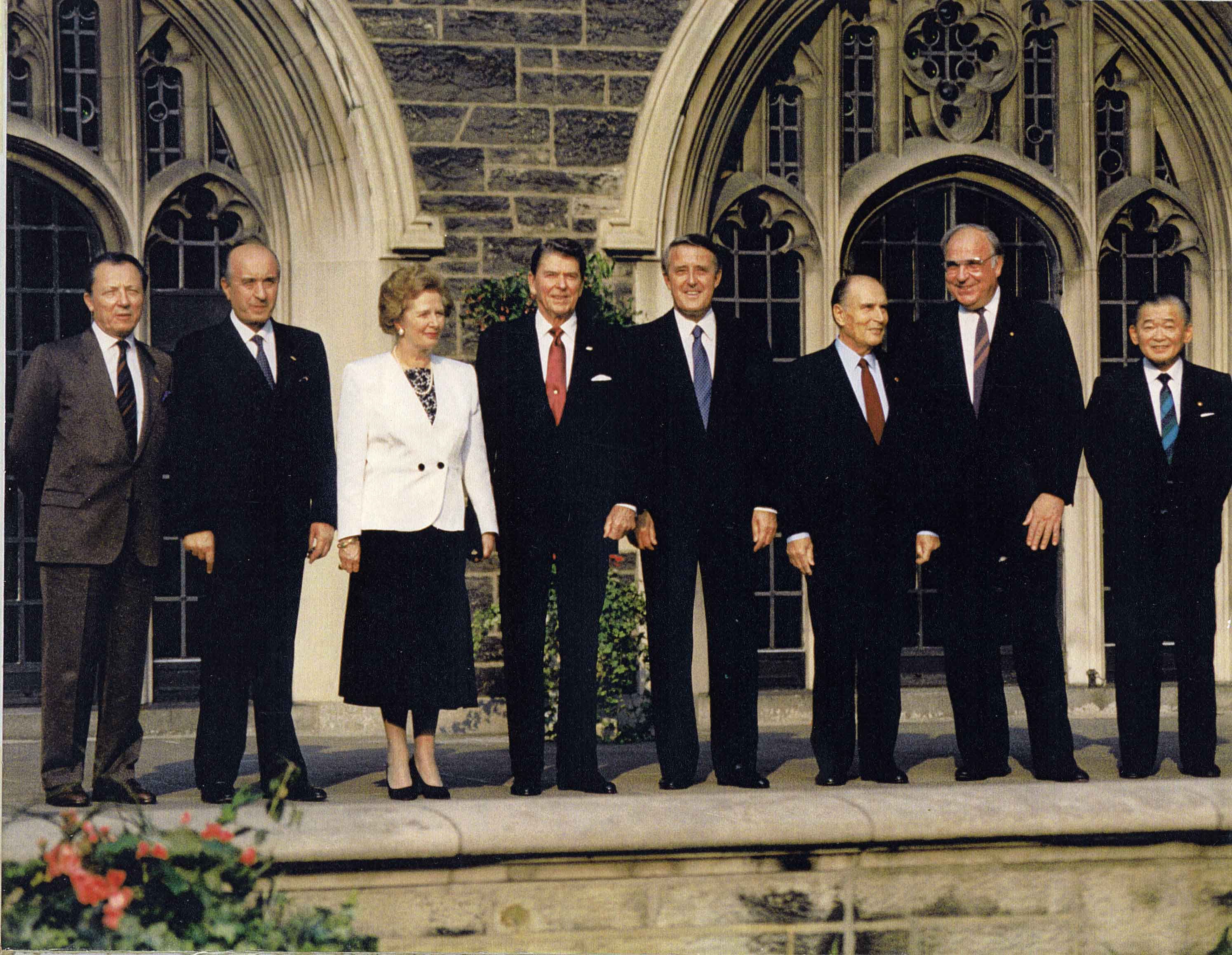
Op de economische top van Toronto in 1988, derde van rechts

In 1981 wist hij ten slotte de zittende president, Giscard d'Estaing, te verslaan aan het einde van diens ambtstermijn van zeven jaar. Mitterrand benoemde Pierre Mauroy tot zijn minister-president. Voor het eerst kwamen in een groot West-Europees land ook communisten in de regering. Dat was voor wat betreft West-Europa alleen in IJsland al eens gelukt.

Een ambitieus programma werd begonnen waarin de sociale zekerheid werd uitgebreid en de doodstraf werd afgeschaft. Het cultureel klimaat werd veel vrijer. Zo werd het toegestaan om commerciële tv-stations op te richten. Verslechterende economische omstandigheden dwongen Mitterrand echter al in 1984 tot een grootscheeps bezuinigingsprogramma, en hij verving Mauroy door de econoom Laurent Fabius. Diens versoberingsbeleid ging ten koste van de populariteit van de Socialistische Partij. Ook de affaire rondom de Rainbow Warrior bracht veel schade. De parlementsverkiezingen van 1986 werden verloren, en de vijfde republiek maakte kennis met de "cohabitation", de gedwongen samenwerking tussen links en rechts. De linkse president Mitterrand moest zijn termijn volmaken met de gaullist Jacques Chirac als premier. De samenwerking tussen het duo loopt stroef en er is weinig onderling vertrouwen. Mitterrand wist zich echter staande te houden en verwierf aanzienlijke persoonlijke populariteit, terwijl Jacques Chirac het vuile werk opknapte.
In 1988 stonden president en premier tegenover elkaar in de presidentsverkiezingen. De populariteit van Chirac was na twee jaar regeren gekelderd, en "oompje" Mitterrand kreeg van de kiezers een nieuw mandaat van zeven jaar. Terstond schreef hij parlementsverkiezingen uit, waarbij de socialisten de meerderheid herwonnen. Premier werd Michel Rocard. Vanaf 1990 begonnen de problemen zich echter op te stapelen voor de Socialistische Partij. Op het congres van Rennes (1990) vochten diverse partijstromingen elkaar de tent uit en diverse kopstukken raakten in schandalen verwikkeld. Om populariteit terug te winnen werd Rocard in 1991 ontslagen en vervangen door Édith Cresson. Haar onhandige uitspraken en economische tegenwind brachten de partij echter alleen nog maar verder in de problemen. Na desastreuze lokale verkiezingen werd Cresson vervangen door Pierre Bérégovoy. Die kon echter niet voorkomen dat de partij in 1993 een vernietigende nederlaag leed bij de parlementsverkiezingen. In de laatste twee jaar van zijn presidentschap moet hij weer een cohabitation aangaan met Édouard Balladur, al verloopt deze soepeler dan die met Chirac. In de laatste twee jaar speelt zijn tanende gezondheid steeds meer parten. Succesvol is Mitterrand wel in het buitenlandbeleid met het engagement van de Franse strijdkrachten in de Perzische Golfoorlog en de ondertekening van het Verdrag van Maastricht. Dit verdrag wordt in 1992 door de Fransen bij referendum goedgekeurd.
Tijdens zijn presidentschap startte Mitterrand een groot investeringsprogramma op, officieel de Grandes opérations d'architecture et d'urbanisme genoemd, veelal aangeduid als de Grands travaux waarmee de Franse staat 15,7 miljard Franse frank investeert in de bouw van verschillende moderne monumenten en sites, waaronder het Musée d'Orsay (een idee van Valéry Giscard d'Estaing), Les Deux Plateaux, het Parc de la Villette, met de Cité de la Musique, de Grande Arche, de uitbreiding met onder meer de piramide van het Louvre, het Institut du monde arabe, de Opéra Bastille, een nieuw gebouw voor het Ministère de l'Économie et des Finances en de nieuwbouw van de Bibliothèque nationale de France, later Site François Mitterrand genoemd, in Parijs en elders in Frankrijk onder meer het Centre culturel Tjibaou in Nieuw-Caledonië, het nieuwe Musée d'Art moderne et contemporain in Straatsburg en de Cité internationale de la bande dessinée et de l'image in Angoulême.
Mitterrand was ook de president die opdracht gaf tot de aanslag op de Rainbow Warrior van Greenpeace op 10 juli 1985, waarbij de Nederlandse fotograaf Fernando Pereira om het leven kwam. Mitterrand veroordeelde de aanslag maar in juli 2005 kwam aan het licht dat hij persoonlijk toestemming had gegeven.

## Overlijden
Voor de verkiezingen van mei 1995 kon Mitterrand, die twee volle ambtstermijnen had volbracht, zich niet meer opnieuw verkiesbaar stellen. Jacques Chirac en Lionel Jospin voerden de strijd om het presidentschap, waarbij de eerste won.
Mitterrand stierf op 79-jarige leeftijd in Parijs, na een lang ziekteproces dat was begonnen toen in 1981 prostaatkanker bij hem was vastgesteld. De eerste tien jaar van zijn presidentschap hield hij zijn ziekte verborgen. Lang was de ziekte met medicijnen stabiel kunnen blijven. Rapportages over de gezondheid van het staatshoofd liet hij vervalsen. Pas in 1992, toen de ziekte erger werd en operaties onontkoombaar, werd bekend dat de president ernstig ziek was. Hij werd begraven in het familiegraf in Jarnac in Charente.

## Beleid
Tijdens zijn bewind moest hij door enkele zure appels bijten zoals de devaluatie van de Franse frank en de cohabitation.
Mitterrand was een groot voorstander van de Europese Unie en was samen met Helmut Kohl een van de grote Eurotrekkers van zijn generatie. Tijdens zijn laatste ambtstermijn ging het zelfs zover dat er tussen premier en president een soort scheiding van de taken ontstond waarbij Mitterrand zich niet meer bezighield met de binnenlandse politiek en de premier zich zonder veel tegenstand achter Mitterrands Europees beleid schaarde.
In tegenstelling met wat, onder meer in de Verenigde Staten, werd gevreesd, toonde Mitterrand zich een trouwe bondgenoot binnen de Atlantische organisatie. Dit kwam tot uiting bij de eerste oorlog tegen Irak, waar hij volledige Franse medewerking verleende.
Wat de plaatsing van raketten in West-Europa betrof, gaf hij eveneens steun aan het westerse bondgenootschap. In een redevoering voor de Duitse Bundestag deed hij opmerken dat "de manifestaties tegen de plaatsing in West-Europa plaatsvinden, terwijl de raketten opgesteld staan in Oost-Europa".

## Et alors?
Een van Mitterrands beroemdste uitspraken houdt geen verband met de politiek. Toen in 1994 het blad Paris Match het bestaan van een buitenechtelijke dochter, namelijk Mazarine een dochter van hem en Anne Pingeot, aan het licht bracht, reageerde Mitterrand laconiek met de woorden "et alors?" ("nou, en?"). Dit kon hij doen omdat in de Franse politiek privé en publiek in het algemeen goed gescheiden worden. Het is in Frankrijk algemeen bekend dat publieke figuren er allerlei relaties op nahouden, zonder dat dit hun publieke functioneren ernstig belemmert. De presidenten zijn daarop geen uitzondering geweest.
Toch waren de tweede familie en de dochter uit deze relatie een problematische zaak. De president heeft veel moeite gedaan om, zolang hij politiek actief was, dit facet van zijn privéleven uit de pers te houden en de Franse geheime diensten hebben daarbij een grote en controversiële rol gespeeld.

## Eerbetoon
Na zijn overlijden werd op diverse wijze hulde gebracht aan de gewezen president. Bibliotheken werden naar hem genoemd en standbeelden en bustes die hem voorstellen werden in diverse steden onthuld. In 1998 werd een bronzen standbeeld onthuld te Rijsel bij de esplanade die naar Mitterrand vernoemd werd. In september 2020 waren 662 plaatsen naar hem genoemd (pleinen, straten enz.)

## Publicaties
- Pluie amie, 1939.
- Premier Accord, 1940.
- Les Prisonniers de guerre devant la politique, éd. du Rond-Point, 1945.
- Aux frontières de l'Union française, Éditions Julliard, 1953.
- Présence française et abandon, éd. Plon, 1957.
- La Chine au défi, éd. Éditions Julliard, 1961.
- Le Coup d'État permanent - Les débats de notre temps, Plon, 1963.
- Ma part de vérité (livre d'entretiens avec Alain Duhamel), éd. Fayard, 1969.
- Un socialisme du possible, éd. du Seuil, 1971.
- La Convention des institutions républicaines : François Mitterrand et le socialisme, Paris, Presses universitaires de France, 1971.
- La Rose au poing, éd. Flammarion, 1973.
- L'Homme, les Idées, le Programme, éd. Flammarion, 1974.
- La Paille et le Grain, éd. Flammarion, 1975.
- Politique I, éd. Fayard, 1977.
- L'Abeille et l'Architecte, éd. Flammarion, 1978.
- Ici et maintenant (livre d'entretiens avec Guy Claisse), éd. Fayard, 1980.
- Politique II, éd. Fayard, 1981.
- Réflexions sur la politique extérieure de la France, Introduction à vingt-cinq discours (1981-1985), éd. Fayard, 1986.
- Mémoire à deux voix (avec Elie Wiesel), Éditions Odile Jacob, 1989.
- De l'Allemagne, de la France, Éditions Odile Jacob, 1996.
- Mémoires interrompus (recueil d'entretiens avec Georges-Marc Benamou), Éditions Odile Jacob, 1996.
- Les Forces de l'esprit, message pour demain, éd. Fayard, 1998.
- Lettres à Anne: (1962-1995), Gallimard, 2015.
- Journal pour Anne (1964-1970), Gallimard, 2016.